# Piła (seria filmów)

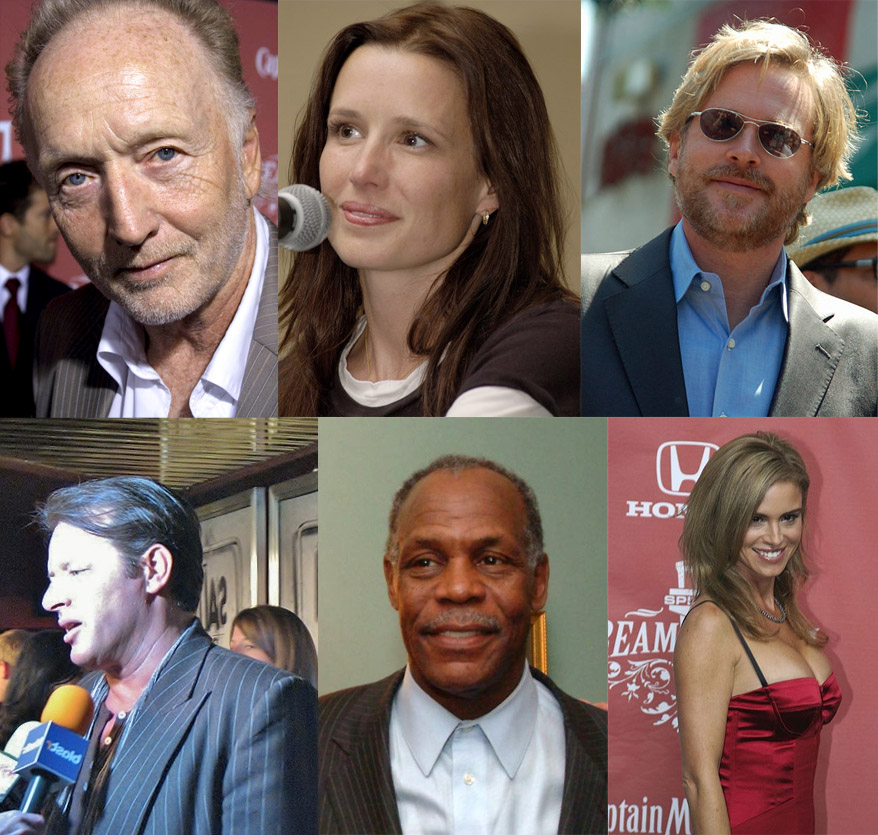
Główni aktorzy występujący w serii: Tobin Bell, Shawnee Smith, Cary Elwes, Costas Mandylor, Danny Glover i Betsy Russell

Piła (ang. Saw) – seria filmów o psychopatycznym zabójcy Johnie Kramerze, granym przez Tobina Bella.

## Tematyka
Seria filmów opowiada o Johnie Kramerze, znanym jako Jigsaw (w Polsce także jako Pan Układanka lub Pan Zagadka), który jest śmiertelnie chory na nowotwór mózgu. Kramer, gdy dowiedział się o swojej nieuleczalnej chorobie, próbował popełnić samobójstwo, zjeżdżając samochodem ze skarpy. Gdy udało mu się przeżyć, postanowił całą resztę życia poświęcić na udowadnianie ludziom, którzy nie szanują życia, ile ono tak naprawdę dla nich znaczy.

## Premiery
Premiera kolejnych części serii zwyczajowo przypada na ostatni piątek przed świętem Halloween.

### Filmy kinowe
- Piła – 29 października 2004
- Piła II – 28 października 2005
- Piła III – 27 października 2006
- Piła IV – 26 października 2007
- Piła V – 24 października 2008
- Piła VI – 23 października 2009
- Piła 3D – 29 października 2010
- Piła: Dziedzictwo – 19 października 2017
- Spirala: Nowy rozdział serii Piła – 12 maja 2021[1]
- Piła X – 28 września 2023

### Inne
- Piła – krótkometrażowy film w reżyserii Jamesa Wana z 2003 roku.
- Saw: Rebirth (pl. Piła: Odrodzenie) – komiks napisany przez R. Erica Lieba i Krisa Oprisko. Rysunki Renato Guedes z 2005 roku.
- Piła – gra wideo wyreżyserowana przez Jamesa Wana, Leigh Whannella i Davida Cohena. Produkowana przez Zombie Studios i wydana przez Konami – 31 października 2009.
- Saw: The Ride (pl. Piła: Przejażdżka) – kolejka górska otwarta 14 marca 2009 w Thorpe Park w Wielkiej Brytanii.
- Saw Das Spiel (ang. Saw The Game) – gra on-line wydana w języku niemieckim 1 lipca 2007.

## Twórcy
|             | Piła                                                        | Piła II                             | Piła III                                                    | Piła IV                                                                                       | Piła V                              | Piła VI                             | Piła 3D                             |
| ----------- | ----------------------------------------------------------- | ----------------------------------- | ----------------------------------------------------------- | --------------------------------------------------------------------------------------------- | ----------------------------------- | ----------------------------------- | ----------------------------------- |
| Reżyseria   | James Wan                                                   | Darren Lynn Bousman                 | Darren Lynn Bousman                                         | Darren Lynn Bousman                                                                           | David Hackl                         | Kevin Greutert                      | Kevin Greutert                      |
| Scenariusz  | Historia James Wan Leigh Whannell Scenariusz Leigh Whannell | Leigh Whannell Darren Lynn Bousman  | Historia James Wan Leigh Whannell Scenariusz Leigh Whannell | Historia Thomas Fenton Patrick Melton Marcus Dunstan Scenariusz Patrick Melton Marcus Dunstan | Patrick Melton Marcus Dunstan       | Patrick Melton Marcus Dunstan       | Patrick Melton Marcus Dunstan       |
| Produkcja   | Mark Burg Oren Koules Gregg Hoffman                         | Mark Burg Oren Koules Gregg Hoffman | Mark Burg Oren Koules Gregg Hoffman                         | Mark Burg Oren Koules Gregg Hoffman                                                           | Mark Burg Oren Koules Gregg Hoffman | Mark Burg Oren Koules Gregg Hoffman | Mark Burg Oren Koules Gregg Hoffman |
| Zdjęcia     | David A. Armstrong                                          | David A. Armstrong                  | David A. Armstrong                                          | David A. Armstrong                                                                            | David A. Armstrong                  | David A. Armstrong                  | Brian Gedge                         |
| Montaż      | Kevin Greutert                                              | Kevin Greutert                      | Kevin Greutert                                              | Kevin Greutert Brett Sullivan                                                                 | Kevin Greutert                      | Andrew Coutts                       | Andrew Coutts                       |
| Scenografia | Julie Berghoff                                              | David Hackl                         | David Hackl                                                 | David Hackl                                                                                   | Anthony A. Ianni                    | Anthony A. Ianni                    | Anthony A. Ianni                    |
| Muzyka      | Charlie Clouser                                             | Charlie Clouser                     | Charlie Clouser                                             | Charlie Clouser                                                                               | Charlie Clouser                     | Charlie Clouser                     | Charlie Clouser                     |

## Obsada
| Postać               | Piła            | Piła II         | Piła III        | Piła IV         | Piła V          | Piła VI           | Piła 3D              |
| -------------------- | --------------- | --------------- | --------------- | --------------- | --------------- | ----------------- | -------------------- |
| John Kramer / Jigsaw | Tobin Bell      | Tobin Bell      | Tobin Bell      | Tobin Bell      | Tobin Bell      | Tobin Bell        | Tobin Bell           |
| Amanda Young         | Shawnee Smith   | Shawnee Smith   | Shawnee Smith   | Shawnee Smith   | Shawnee Smith   | Shawnee Smith     | Shawnee Smith        |
| Mark Hoffman         |                 |                 | Costas Mandylor | Costas Mandylor | Costas Mandylor | Costas Mandylor   | Costas Mandylor      |
| Jill Tuck            |                 |                 | Betsy Russell   | Betsy Russell   | Betsy Russell   | Betsy Russell     | Betsy Russell        |
| Lawrence Gordon      | Cary Elwes      | Cary Elwes      |                 |                 |                 |                   | Cary Elwes           |
| Adam Stanheight      | Leigh Whannell  | Leigh Whannell  | Leigh Whannell  |                 |                 |                   | Leigh Whannell       |
| Zep Hindle           | Michael Emerson | Michael Emerson | Michael Emerson |                 |                 |                   | Michael Emerson      |
| David Tapp           | Danny Glover    |                 | Danny Glover    |                 | Danny Glover    |                   |                      |
| Steven Sing          | Ken Leung       |                 | Ken Leung       |                 | Ken Leung       |                   |                      |
| Allison Kerry        | Dina Meyer      | Dina Meyer      | Dina Meyer      | Dina Meyer      |                 |                   |                      |
| Eric Matthews        |                 | Donnie Wahlberg | Donnie Wahlberg | Donnie Wahlberg | Donnie Wahlberg |                   |                      |
| Daniel Rigg          |                 | Lyriq Bent      | Lyriq Bent      | Lyriq Bent      | Lyriq Bent      |                   |                      |
| Daniel Matthews      |                 | Erik Knudsen    | Erik Knudsen    | Erik Knudsen    |                 |                   | Erik Knudsen         |
| Jeff Denlon          |                 |                 | Angus Macfadyen | Angus Macfadyen | Angus Macfadyen | Angus Macfadyen   |                      |
| Lynn Denlon          |                 |                 | Bahar Soomekh   | Bahar Soomekh   | Bahar Soomekh   | Bahar Soomekh     | Bahar Soomekh        |
| Peter Strahm         |                 |                 |                 | Scott Patterson | Scott Patterson | Scott Patterson   |                      |
| Lindsey Perez        |                 |                 |                 | Athena Karkanis | Athena Karkanis | Athena Karkanis   |                      |
| Art Blank            |                 |                 |                 | Justin Louis    | Justin Louis    |                   | Justin Louis         |
| Dan Erickson         |                 |                 |                 |                 | Mark Rolston    | Mark Rolston      |                      |
| Mallick              |                 |                 |                 |                 | Greg Bryk       |                   | Greg Bryk            |
| Brit                 |                 |                 |                 |                 | Julie Benz      |                   |                      |
| William Easton       |                 |                 |                 |                 |                 | Peter Outerbridge | Peter Outerbridge    |
| Bobby Dagen          |                 |                 |                 |                 |                 |                   | Sean Patrick Flanery |
| Matt Gibson          |                 |                 |                 |                 |                 |                   | Chad Donella         |

## Przyszłość
Na przełomie lipca i sierpnia 2009 pojawiła się informacja o podpisaniu kontraktu na siódmą część serii. Reżyserem został ponownie Kevin Greutert, a scenariusz napisał – podobnie jak poprzednie trzy części – duet Dunstan/Melton. Zdjęcia do filmu zaczęły się w styczniu 2010, a film został wyświetlony w technologii 3D
Wcześniej, w czerwcu 2009, Tobin Bell zapowiedział, że prawdopodobnie powstanie także ósma część, wstępnie określona jako zakończenie serii. Aktor nie zaprzeczył, że może powstać dziewiąta część. „Koniec to takie nieprecyzyjne słowo... zwłaszcza w świecie rozrywki”
W roku 2021 ukazał się spin-off serii, Spirala: Nowy rozdział serii Piła, natomiast w 2023 premierę miała dziesiąta odsłona cyklu, zatytułowana Piła X.